# Гир, Густав
Густав Гир (нем. Gustav Gihr; 18 августа 1894, Гайзинген — 31 октября 1959, Фрайбург) — генерал-майор вермахта.

## Биография
Служил в годы Первой мировой войны в Германской имперской армии.
После окончания войны перешёл работать в полицию.
В вермахт вернулся после начала Второй мировой войны, приняв командование 216-й пехотной дивизией. Командовал в годы войны также 7-й, 95-й, 45-й, 35-й, 110-й и 707-й пехотными дивизиями.
15 мая 1944 года Гир возглавил 707-ю дивизию, с которой в ходе Бобруйской операции, составной части операции «Багратион», 27 июня 1944 года был захвачен в советский плен.
8 декабря 1944 года 50 немецких генералов из комитета «Свободная Германия», среди которых был и Гир, подписали так называемое «Обращение 17 генералов» (нем. Aufruf der 17 Generäle) под названием «К народу и армии» (нем. An Volk und Wehrmacht), в котором призвали немецкий народ и армию прекратить поддержку нацистского режима, чтобы как можно скорее закончить войну. 11 октября 1955 года Густав Гир был освобождён из советского плена и вернулся на родину.